# 穂ノ歌そら
穂ノ歌 そら（ほのか そら、10月5日 -）は、日本の女性声優。東京都出身。以前はトリトリオフィスに所属。旧名中村 友美（なかむら ゆみ）。

## 出演作品

### テレビアニメ
- Witch Hunter ROBIN（水谷久美）
- おジャ魔女どれみドッカ～ン!（レポーター）
- 金色のガッシュベル!!（女）
- しあわせソウのオコジョさん（少年C）
- スパイラル －推理の絆－（女子生徒A）
- まほろまてぃっく（職員B）

### ゲーム
- V.G.Rebirth（増田千穂）